# Улукуль (озеро, Стерлитамакский район)
Улукуль — озеро у деревни Кантюковки, в Стерлитамакском районе Башкортостана Российской Федерации, в левобережной пойме реки Белой, недалеко от границы с городом Ишимбаем. Площадь поверхности — 0,15 км². Высота над уровнем моря — 139 м.
Ближайшие населённые пункты — 1,5 км западнее город Ишимбай, в 0,5 км. — Кантюковка.

## Описание
Улукуль представляет собой старицу реки Белой. Расположено в заболоченной местности. В геоморфологическом отношении находится в Прибельской пологоволнистой равнине с преобладающим аккумулятивным типом рельефа.
Код типа водного объекта в ГВР: 11. Код по гидрологической изученности: 211100356. Номер тома по гидрологической изученности: 11. Выпуск по гидрологической изученности: 1.
Озеро регулярно пополняется талыми водами, в него стекают воды небольшого озерка, расположенного чуть выше. Рыболовство непромышленного характера. Водоём используется как место отдыха. Местность возле озера используется для покоса трав.
У озера открыто (1965 год) Кантюковское месторождение песчано-гравийной смеси. Оно располагается очень удобно, поскольку оз. Улукуль находится недалеко от железнодорожной ветки Ишимбаево — Стерлитамак и автовъезда в Ишимбай.